# Mordellistena cervicalis
Mordellistena cervicalis är en skalbaggsart som beskrevs av Leconte 1862. Mordellistena cervicalis ingår i släktet Mordellistena och familjen tornbaggar. Inga underarter finns listade i Catalogue of Life.